# Benedetto Maria Salvatore Chianetta
Benedetto Maria Salvatore Chianetta (ur. 29 października 1937 w Favara, zm. 21 grudnia 2023 w Nicolosi) – włoski duchowny rzymskokatolicki, benedyktyn, w latach 1995-2010 opat terytorialny Santissima Trinità di Cava de’ Tirreni.

## Życiorys
Święcenia kapłańskie przyjął 8 lipca 1961. 4 marca 1995 został wybrany opatem Santissima Trinità di Cava de’ Tirreni, wybór został potwierdzony przez władze kościelne 20 maja. 23 października 2010 zrezygnował z urzędu.